# Крик (театр)
Театр одного актера «Крик» — украинский академический театр в городе Днепр. основатель театра народный артист Украины Михаил Мельник является актёром, режиссёром спектаклей, сценаристом, сценографом, художником, музыкальным редактором, гримером, костюмером. В ноябре 2012 года приказом Министерства культуры Украины театру присвоен статус академического.

## История
Днепропетровский театр-студия «Крик», как коммунальное учреждение культуры, был зарегистрирован решением исполкома Октябрьского районного совета народных депутатов города Днепропетровска 6 июля 1990 года (Решение райсовета № 293 от 06.07.1990), но к этому театр уже активно работал минимум год — со спектаклями «Гайдамаки» и «Отпетые» «Крик» выступал не только в Украине.
Предтечей Театра одного актера стала театр-студия «Крик», которую создал Михаил Мельник при Днепропетровском монтажном техникуме в 1987 году, представления которой со временем стали очень популярными среди горожан. В 1989 году театру-студии предоставили помещение в бывшем музее комсомольской славы имени Александра Матросова на Октябрьской площади (ныне Соборная). Из-за отсутствия средств Михаилу Мельнику пришлось самостоятельно обустраивать его под театр, собственноручно делать скамейки для зрителей, кулисы, осветительное и звуковое оборудование.
Распоряжением Днепропетровского городского совета от 4 мая 1993 года № 471р театр-студия получила современное название — был зарегистрирован Украинский театр одного актера «Крик» (Регистрационный № 5498 от 04.05.1993).
В 1994 году Мельнику присвоено звание Заслуженный артист Украины. В 1996 году он стал первым лауреатом Премии имени Леся Курбаса, лауреатом и обладателем Гран-при театрального фестиваля-конкурса на высшую театральную награду Приднепровья «Сичеславна-1996». В том же году «Крик» переехал в новое помещение — в Дом архитектора, где театр функционирует до сих пор.
В ноябре 2012 года приказом Министерства культуры Украины театру присвоен статус академического.

## Репертуар
За время существования театра в нем поставлены четырнадцать спектаклей. По состоянию на 2017 год в репертуаре театра представлены пять моноспектаклей.

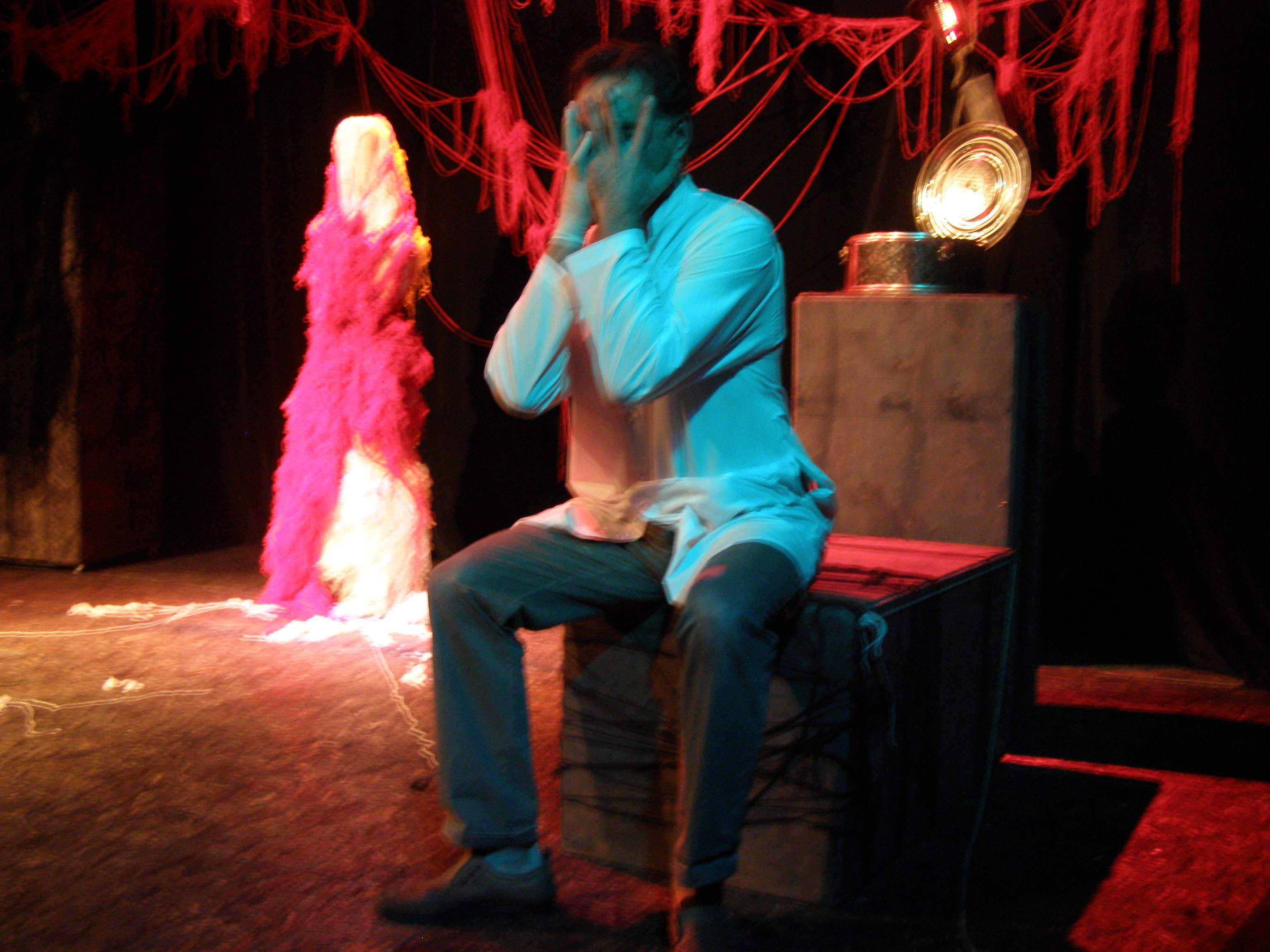
Спектакль «Дикий» по мотивам повести С. Цвейга «Амок»

- «Гайдамаки» — по одноименной поэме Тараса Шевченко (1989—1993)
- «Пропащие» — по мотивам произведений Остапа Вишни (1989—1991)
- «Кара» — по повести Николая Гоголя «Тарас Бульба» (1991—1997)
- «Лолита» — по одноименному роману Владимира Набокова (1993—2009)
- «Парфюмер» — по романом Патрика Зюскинда (1995—2006)
- «Врата рая» — по одноименной повести Ежи Анджеевского (1998—2003)
- «Украиншка охота» — по произведениям Остапа Вишни (1999—2002)
- «Mollis» — по повести Федора Достоевского «Кроткая» (2002—2013)
- «Грех» — по мотивам произведений Михаила Коцюбинского, современная версия (2004)
- «Мутация»— по мотивам произведений Федора Достоевского, современная версия (2007—2015)
- «Табу» — по повести «Крейцерова соната» Льва Толстого, современная версия (2009)
- «Солнце в глазах твоих…» — музыкальное представление-контакт (2010)
- «Неузнанные» — по мотивам новеллы Стефана Цвейга «Письмо незнакомки», современная версия (2013)
- «Дикий» — по мотивам повести Стефана Цвейга «Амок» (2017)

Все роли исполняются на украинском языке.

## Помещение, театральный зал

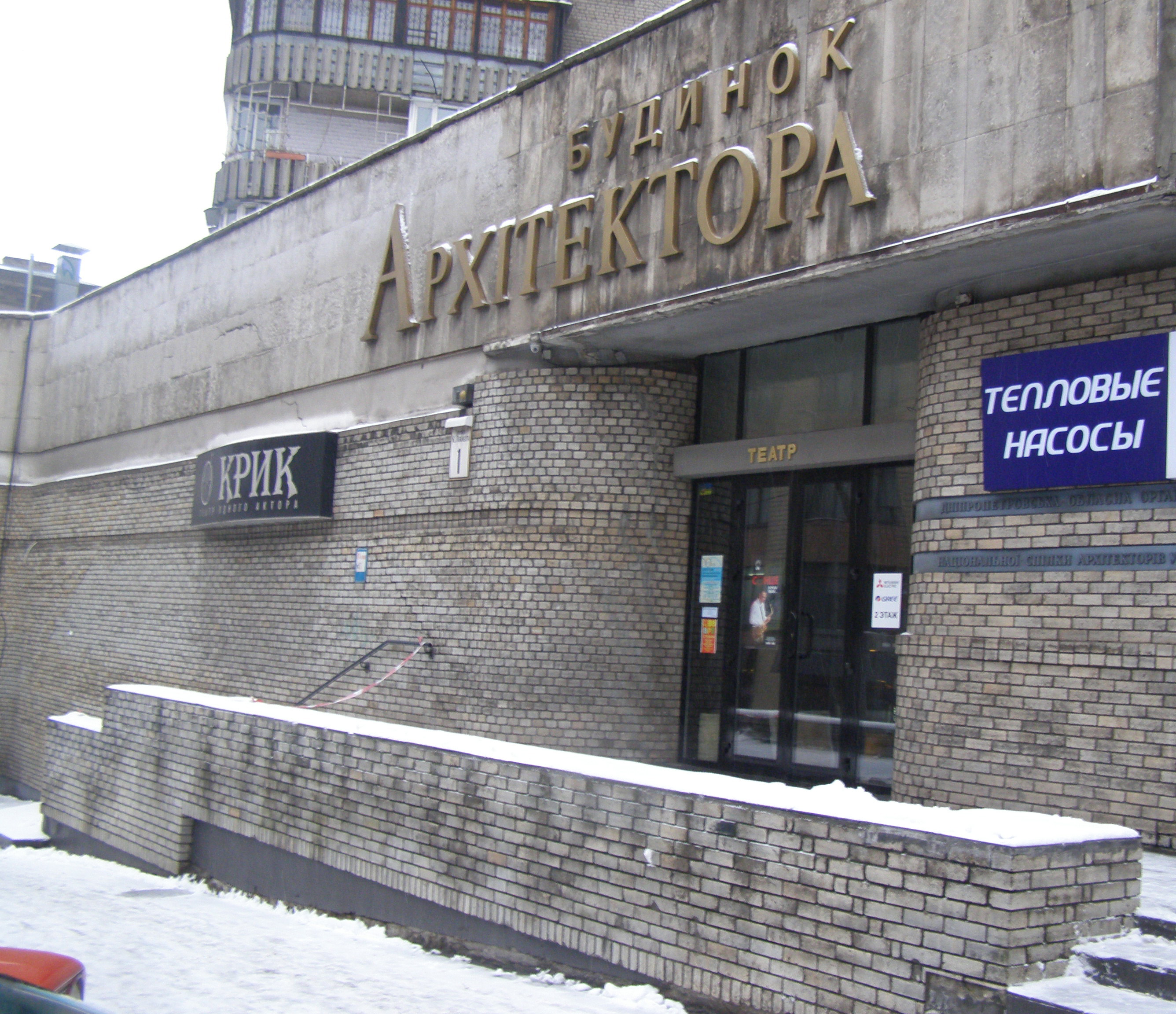
Театр в помещении «Дома архитектора»

С 1996 года Академический украинский театр одного актера «Крик» арендует помещение на первом этаже Дома архитектора Днепра на улице Михаила Грушевского (бывшая Карла Либкнехта), 1.